# Diane Coyle
Diane Coyle, OBE (née le 12 février 1961) est une économiste et ancienne conseillère du Trésor britannique. Elle est la vice-présidente du BBC Trust, l'organe directeur de la British Broadcasting Corporation et membre de la UK Competition Commission jusqu'à sa dissolution en avril 2014. Elle est aussi professeure à temps partiel à l'Université de Manchester. 

## Jeunesse
Coyle est née à Bury, dans le Lancashire, et fréquente la Bury Grammar School for Girls, où une enseignante découvre son esprit « très sceptique et mathématique » possédant la manière de penser logique requise en économie. Elle étudie la philosophie, la politique et l’économie au Brasenose College d'Oxford, avant d’obtenir une maîtrise et un doctorat en économie en 1985 de l'Université Harvard, intitulée The dynamic behaviour of employment (wages, contracts, productivity, business cycle),. 

## Carrière

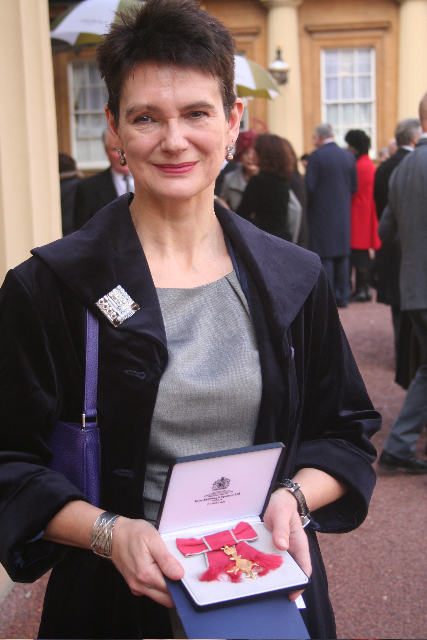
Coyle après avoir reçu son OBE au Nouvel An 2009

Coyle est économiste pour le Trésor britannique en 1985 et 1986, puis devient l'éditrice européenne d'Investors Chronicle entre 1993 et 2001 et éditrice économique de The Independent. 
Elle écrit une série de livres sur l'éducation des gens aux différents aspects de l'économie dont le premier, The Weightless World (1997), contribue à la création d'un groupe politique de centre radical. Un autre livre explore les concepts de « finesse » et de durabilité. 
Coyle est la directrice générale d’Enlightenment Economics, un cabinet de conseil en économie destiné aux grandes entreprises et aux organisations internationales, spécialisé dans les nouvelles technologies et la mondialisation. Coyle est professeure invitée à l'Institut de gouvernance politique et économique de l'Université de Manchester et est employée par EDF Energy au sein de son groupe consultatif des intervenants, dans lequel siège également son ancien collègue de BBC Trust, Chris Patten. Coyle est également membre du comité consultatif sur les migrations de l'agence britannique des frontières,. 
Coyle est : une ancienne membre de la Commission sur la concurrence au Royaume-Uni, membre de la Royal Economic Society et membre de la Royal Society of Arts. Coyle est aussi une ancienne présentatrice sur BBC Radio 4 et membre du BBC Trust de novembre 2006 à avril 2015. Le 7 avril 2011, la Reine approuve la nomination de Coyle au poste de vice-présidente de BBC Trust, organe dirigeant de la British Broadcasting Corporation. Elle contribue également régulièrement à Project Syndicate depuis 2017. 
Coyle fait l’éloge des informations diffusées par la BBC : « J’ai toujours apprécié la BBC, notamment en tant que meilleur fournisseur d'informations au monde. Son impartialité et sa couverture complète sous-tendent son rôle civique vital. ». Toutefois, en 2009, elle critique la programmation de la BBC, déclarant que « les téléspectateurs sont de plus en plus cyniques et déçus par les programmes proposés par la BBC et par les autres principales chaînes de télévision du Royaume-Uni ». « Parmi les commentaires négatifs, il y a des plaintes concernant un manque de variété, trop de feuilletons, de soap opera ou de séries d'époque… une déception quant au retour des vieilles séries. »

## Controverse
En février 2011, Coyle accepte une invitation pour conseiller John Denham, secrétaire adjoint aux relations de travail du parti travailliste. Philip Davies, un député conservateur, déclare que la nomination de Coyle à BBC Trust est « un choix inapproprié ». Les allégeances politiques de Coyle sont rapportées comme "inconnues" par The Guardian. 

## Vie privée
Elle est mariée à Rory Cellan-Jones, correspondant technologique de BBC News. Le couple a deux fils et vit dans le quartier de West Ealing, à Londres,. 

## Distinctions
En 2009 , Coyle est nommée officier de l'Ordre de l'Empire britannique (OBE) « pour services rendus à l'économie »,. 
En 2016, Coyle est élue membre de l'Académie des sciences sociales (FAcSS). 
En 2017, Coyle remporte le premier prix Indigo, en compagnie du professeur d'économie Jonathan Haskel, pour avoir présenté les meilleurs plans hypothétiques de restructuration du PIB en tant que mesure économique pour passer à l'ère du numérique et de l'information,. 
Coyle est nommée commandante de l'Ordre de l'Empire britannique (CBE) lors du Nouvel An 2018 pour « services rendus à l'économie et l'aide à la compréhension de l'économie auprès du grand public ». 

## Travaux publiés
- Cogs and Monsters: What Economics Is, and What It Should Be (Princeton, NJ: Princeton University Press, 2021)  (ISBN 9780691210599)
- GDP: A Brief but Affectionate History (Princeton, NJ: Princeton University Press, 2014)  (ISBN 978-0-691-15679-8)
- The Economics of Enough: How to Run the Economy as if the Future Matters, Princeton University Press, 2011  (ISBN 978-0-691-14518-1)
- The Soulful Science: What Economists Really Do and Why it Matters, Princeton University Press, 2007  (ISBN 978-0-691-14316-3)
- Sex, Drugs and Economics: An Unconventional Introduction to Economics Texere, 2002  (ISBN 978-1-58799-147-9)
- Paradoxes of Prosperity: Why the New Capitalism Benefits All Texere, 2001  (ISBN 978-1-58799-145-5)
- Governing the World Economy Polity, 2000  (ISBN 978-0-7456-2363-4)
- The Weightless World The MIT Press, 1997  (ISBN 978-0-262-53166-5)